# Trine Hansen
Trine Hansen (Sjælland, 19 de fevereiro de 1973) é uma ex-remadora dinamarquesa.
Trine Hansen competiu nos Jogos Olímpicos de 1992 e 1996, na qual conquistou a medalha de bronze em 1996 no skiff simples.